# Natja (vattendrag i Belarus, Vitsebsks voblast)
Natja (vitryska: Нача) är ett vattendrag i Belarus.   Det ligger i voblasten Vitsebsks voblast, i den norra delen av landet, 190 km norr om huvudstaden Minsk.
I omgivningarna runt Natja växer i huvudsak blandskog. Runt Natja är det ganska tätbefolkat, med 72 invånare per kvadratkilometer.